# Patinação de velocidade em pista curta na Universíada de Inverno de 2013
As competições de patinação de velocidade em pista curta na Universíada de Inverno de 2013 foram disputadas no Trento Ghiaccio Arena em Trento, na Itália entre 18 e 20 de dezembro de 2013.

## Calendário
| Patinação de velocidade em pista curta | Dezembro  | Dezembro  | Dezembro  | Dezembro  | Dezembro  | Dezembro  | Dezembro  | Dezembro  | Dezembro  | Dezembro  | Dezembro  | Dezembro  |
| Patinação de velocidade em pista curta | 10        | 11        | 12        | 13        | 14        | 15        | 16        | 17        | 18        | 19        | 20        | 21        |
| Masculino                              | Masculino | Masculino | Masculino | Masculino | Masculino | Masculino | Masculino | Masculino | Masculino | Masculino | Masculino | Masculino |
| -------------------------------------- | --------- | --------- | --------- | --------- | --------- | --------- | --------- | --------- | --------- | --------- | --------- | --------- |
| Individual 500m                        |           |           |           |           |           |           |           |           |           | 1         |           |           |
| Individual 1.000m                      |           |           |           |           |           |           |           |           |           |           | 1         |           |
| Individual 1.500m                      |           |           |           |           |           |           |           |           | 1         |           |           |           |
| Equipe 5.000m                          |           |           |           |           |           |           |           |           |           |           | 1         |           |
| Feminino                               |           |           |           |           |           |           |           |           |           |           |           |           |
| Individual 500m                        |           |           |           |           |           |           |           |           |           | 1         |           |           |
| Individual 1.000m                      |           |           |           |           |           |           |           |           |           |           | 1         |           |
| Individual 1.500m                      |           |           |           |           |           |           |           |           | 1         |           |           |           |
| Equipe 3.000m                          |           |           |           |           |           |           |           |           |           |           | 1         |           |

|  | Treino não oficial |  | Treino oficial |  | Dia de competição |  | Dia de final |

## Medalhistas
| Evento            | Ouro                                                                           | Prata | Bronze                                                                                     |
| Masculino         | Masculino                                                                      | Masculino                                                                                                 | Masculino                                                                                  |
| ----------------- | ------------------------------------------------------------------------------ | --- | ------------------------------------------------------------------------------------------ |
| Individual 500m   | KOR Lee Hyo-been                                                               | CAN Patrick Robert Pippy Duffy                                                                            | CHN Shi Jingnan                                                                            |
| Individual 1.000m | KOR Noh Jin-kyu                                                                | KOR Um Cheon-ho                                                                                           | CAN Guillaume Bastille                                                                     |
| Individual 1.500m | KOR Noh Jin-kyu                                                                | KOR Um Cheon-ho                                                                                           | CAN Yoan Gauthier                                                                          |
| Equipe 5.000m     | HUN Hungria Bence Beres Csaba Burjan Viktor Knoch Bence Olah                   | CAN Canadá Guillaume Bastille Vincent Cournoyer Patrick Robert Pippy Duffy Yoan Gauthier Sebastien Landry | RUS Rússia Dmitry Miasnikov Dmitriy Migunov Andrey Mikhasev Kirill Shashin Eduard Strelkov |
| Feminino          |                                                                                | |                                                                                            |
| Individual 500m   | CHN Wang Xue                                                                   | CAN Caroline Truchon                                                                                      | LTU Agnė Sereikaitė                                                                        |
| Individual 1.000m | CHN Guo Yihan                                                                  | KOR Lee Eun-byul                                                                                          | CHN Tao Jiaying                                                                            |
| Individual 1.500m | CHN Tao Jiaying                                                                | HUN Bernadett Heidum                                                                                      | KOR Hwang Hyun-sun                                                                         |
| Equipe 3.000m     | KOR Coreia do Sul Jihyun Choi Hyunsun Hwang Eunbyul Lee Soyoun Lee Jaewon Song | RUS Rússia Iuliia Kichapova Emina Malagich Liya Stepanova Evgeniia Zakharova                              | HUN Hungria Bernadett Heidum Andrea Keszler Zsofia Lilla Konya Szandra Lajtos              |

## Quadro de medalhas
| Ordem | País              | Medalha de ouro | Medalha de prata | Medalha de bronze |    |
| ----- | ----------------- | --------------- | ---------------- | ----------------- | -- |
| 1     | KOR Coreia do Sul | 4               | 3                | 1                 | 8  |
| 2     | CHN China         | 3               |                  | 2                 | 5  |
| 3     | HUN Hungria       | 1               | 1                | 1                 | 3  |
| 4     | CAN Canadá        |                 | 3                | 2                 | 5  |
| 5     | RUS Rússia        |                 | 1                | 1                 | 2  |
| 6     | LTU Lituânia      |                 |                  | 1                 | 1  |
| TOTAL | TOTAL             | 8               | 8                | 8                 | 24 |